# Edward Chudzyński
Edward Eugeniusz Chudzyński ps. Ed, Eddy, E.Ch. (ur. 13 września 1921 w Warszawie, zm. 30 listopada 1990 w Londynie) – podporucznik, dramatopisarz, autor tekstów piosenek i słuchowisk, krytyk literacki i teatralny, poeta. Członek kabaretu Pe-Ch (od 1978). Odznaczony krzyżem Virtuti Militari i Krzyżem Walecznych (dwukrotnie).

## Życiorys
W 1939 ukończył Gimnazjum Wojciecha Górskiego w Warszawie. Podczas okupacji hitlerowskiej, od 1940, w konspiracji w Narodowej Organizacji Bojowej a po scaleniu w AK. Brał udział w powstaniu warszawskim, został ciężko ranny podczas walk. Walczył w szeregach kompanii „Lodecki” VII zgrupowania „Ruczaj” AK. Po powstaniu jeniec w niemieckim stalagu (Zeitheim). Po uwolnieniu do roku 1946 był oficerem 2 Korpusu Polskiego we Włoszech. Od 1946 publikował w tygodniku „Lwów i Wilno”.
Później (1947) znalazł się w Wielkiej Brytanii, gdzie zamieszkał na stałe. W 1949 opublikował utwór Trzy wiosny. Od roku 1962 należał do redakcji gazety „Dziennik Polski”. Publikował m.in. w „Tygodniu Polskim”, „Dzienniku Polskim i Dzienniku Żołnierza”, „Przebudowie”, „Głosie" i „Na Antenie”.
Laureat I nagrody teatralnej Roku Mickiewiczowskiego w 1956.
Był autorem m.in. utworów dramatycznych (Trzy wiosny, Ulica Podwale 7, Warszawski wodewil).

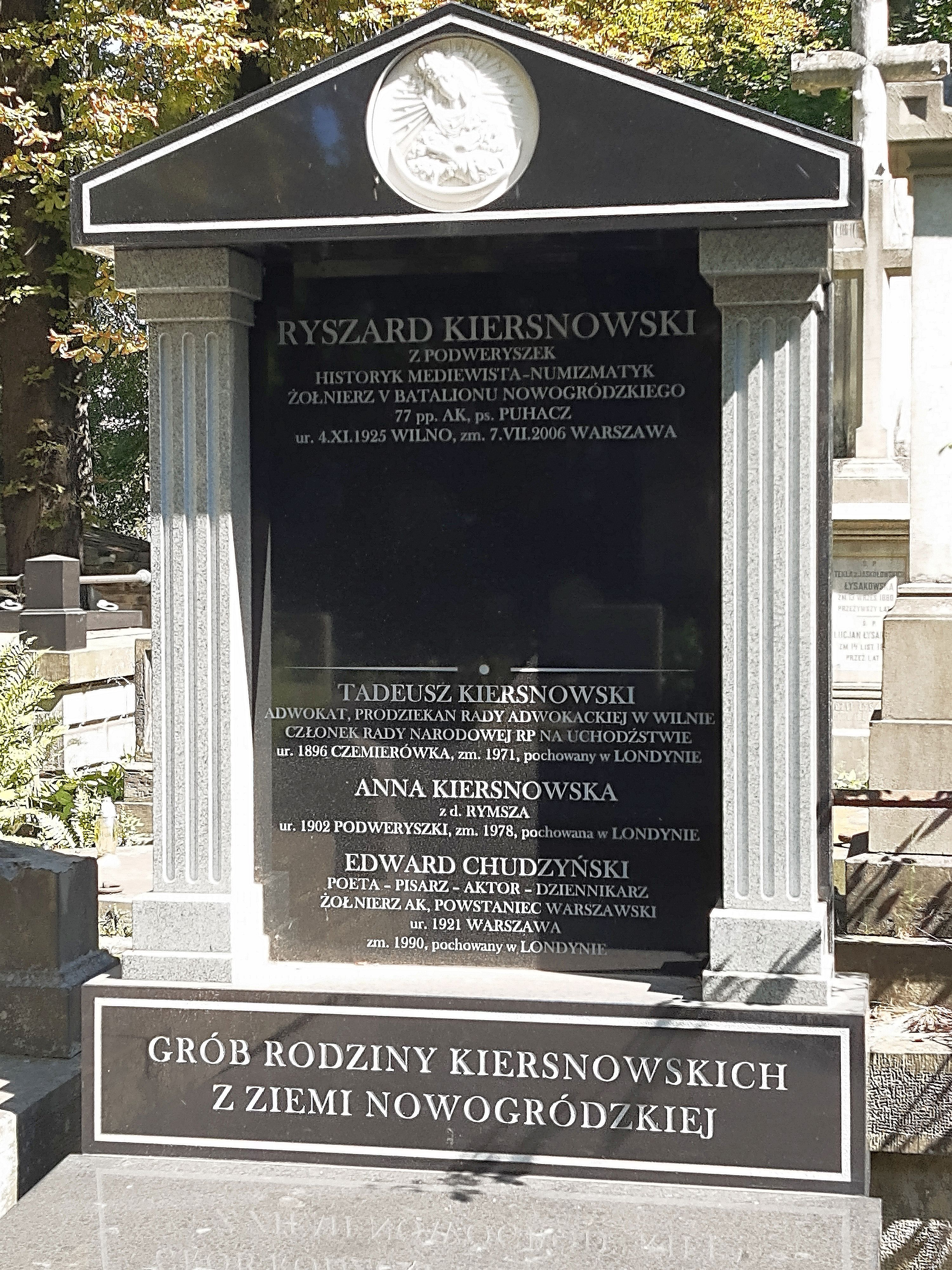
Grób symboliczny Edwarda Chudzyńskiego na Starych Powązkach